# 사마라 아레나
사마라 아레나(러시아어: Самара Арена) 또는 코스모스 아레나(러시아어: Космос Арена)는 러시아 사마라에 위치한 경기장이다. 2018년 FIFA 월드컵 개최 경기장으로 선정되었다. FC 크릴리야 소베토프 사마라의 홈 구장으로 사용되고 있으며 수용 인원은 41,970명이다.

## 2018년 FIFA 월드컵일정
| 날짜            | 시간 (UTC+4) | 팀 #1      | 결과  | 팀 #2          | 대회   | 관중   |
| --------------- | ------------ | ---------- | ----- | -------------- | ------ | ------ |
| 2018년 6월 17일 | 16:00        | 코스타리카 | 0 - 1 | 세르비아       | E조    | 41,432 |
| 2018년 6월 21일 | 16:00        | 덴마크     | 1 - 1 | 오스트레일리아 | C조    | 40,727 |
| 2018년 6월 25일 | 18:00        | 우루과이   | 3 - 0 | 러시아         | A조    | 41,970 |
| 2018년 6월 28일 | 18:00        | 세네갈     | 0 - 1 | 콜롬비아       | H조    | 41,970 |
| 2018년 7월 2일  | 18:00        | 브라질     | 2 - 0 | 멕시코         | 16강전 | 41,790 |
| 2018년 7월 7일  | 18:00        | 스웨덴     | 0 - 2 | 잉글랜드       | 8강전  | 39,991 |

## 사진

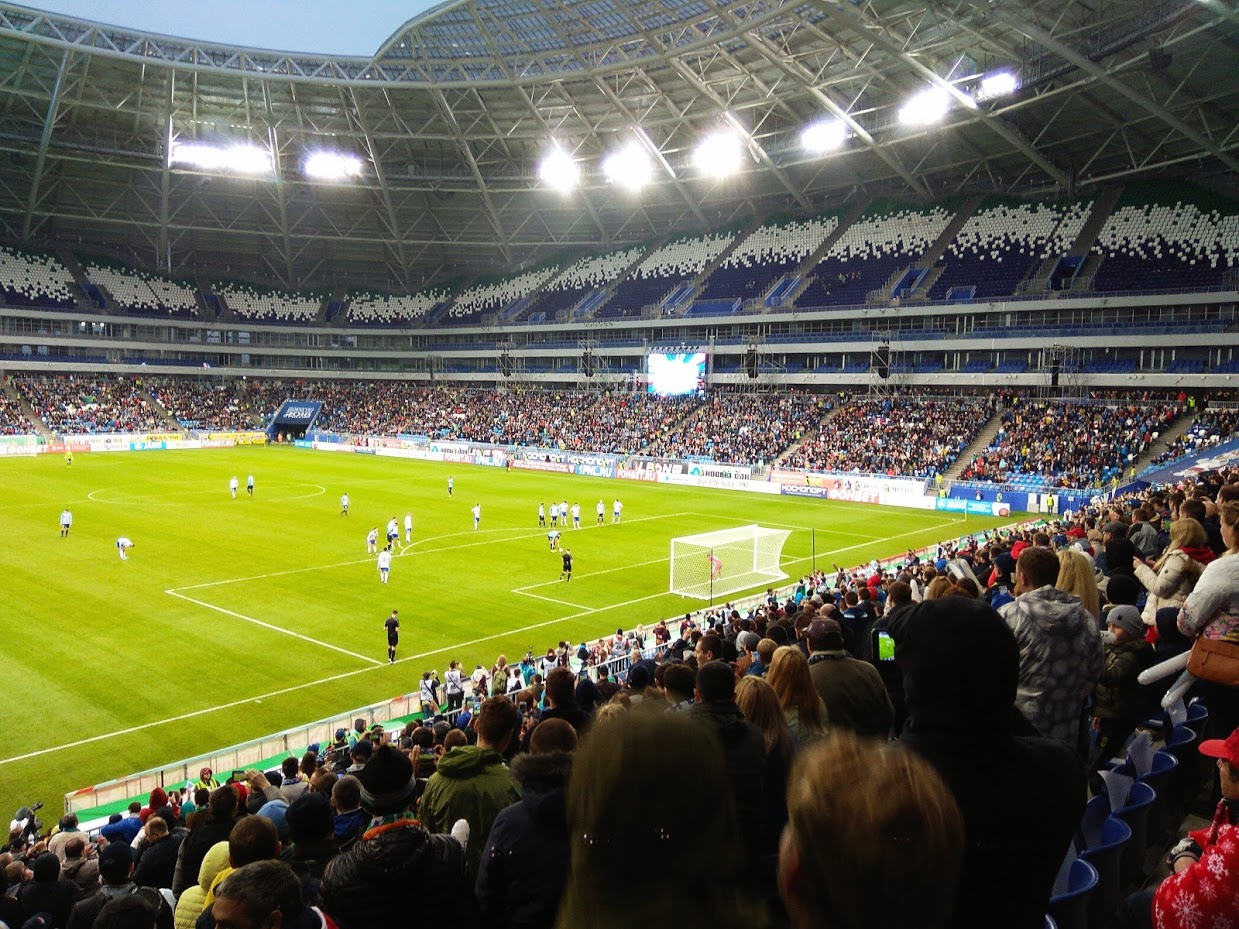
경기장 내부 모습